# ニコライ・ゼリンスキー

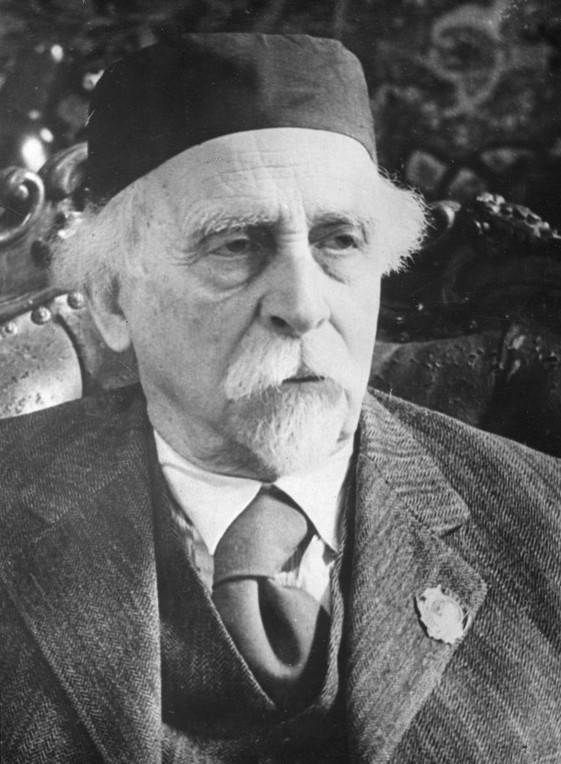
ニコライ・ゼリンスキー

ニコライ・ドミトリエヴィチ・ゼリンスキー（ロシア語: Николай Дмитриевич Зелинский、1861年2月6日 - 1953年7月31日）は、ロシア・ソビエト連邦の化学者である。
ヘルソン県のティラスポリに生まれる。オデッサ大学、ドイツのライプツィヒ大学およびゲッティンゲン大学に学ぶ。1893年からモスクワ大学の教授を務めた。
ゼリンスキーは有機化学における触媒の理論を設立したひとりである。1915年には、活性炭の吸着効果を生かしたガスマスクを発明した。
カルボン酸の α位を三臭化リンと臭素により臭素化するヘル・ボルハルト・ゼリンスキー反応に名前を残す。また、1901年にレトロピナコール転位を最初に報告している。
月のクレーターのひとつが、彼の名前にちなんで名付けられた (Zelinskiy)。
1953年、モスクワにて死去。